# アラリック1世
アラリック1世（ゴート語: 𐌰𐌻𐌰𐍂𐌴𐌹𐌺𐍃 Alarīks, Alaric I, 370/375年 - 410年）は、西ゴート族の最初の王である（在位：395年 - 410年）。その名は彼が成した410年のローマ略奪で最も知られている。ローマ略奪は、ローマ帝国（西ローマ帝国）の衰退を決定づける事件であった。

## 概要

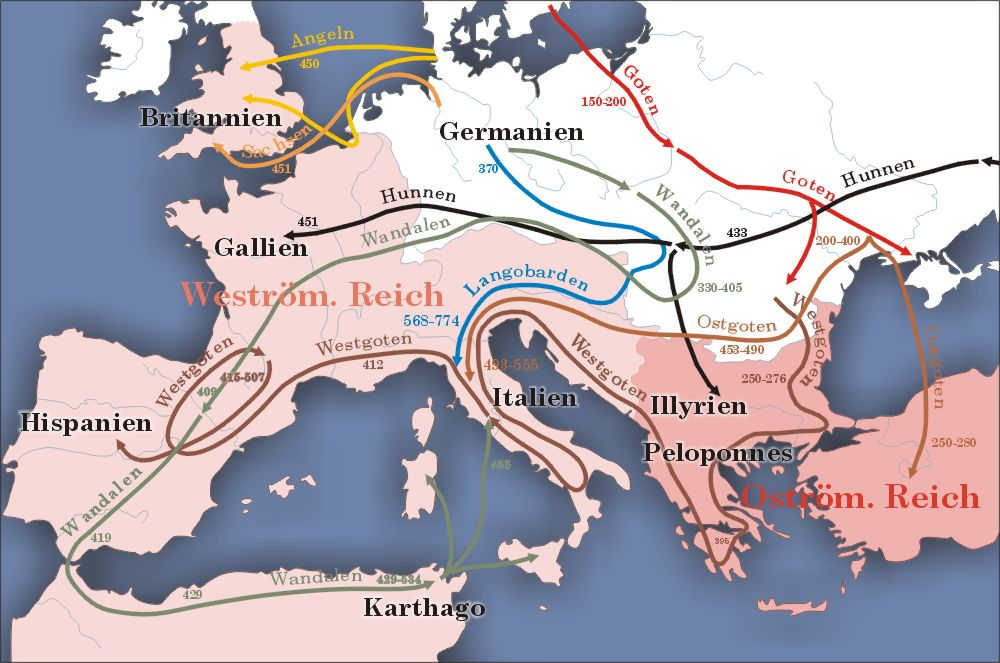
2世紀から5世紀にかけての民族移動の図

西ゴートの族長ロゼステスの子に生まれたアラリックの最初の経歴は、ガイナス率いるゴート兵として始まり、後にはローマ軍に編入されるという遍歴をたどる。初めアラリックは、391年にトラキアを征服したゴート族と傘下の部族の混成隊の首長として登場した。
アラリックとゴート族の部隊は、ヴァンダル族とローマ人の混血の血筋をもつ将軍 スティリコの下に配属されていた。394年、アラリックは2万人のゴート兵を率いて、フリギドゥスの戦いでフランク人の将軍アルボガストによって擁立された西ローマ皇帝エウゲニウスに苦戦を強いられていた東ローマ皇帝テオドシウス1世を支援した。しかし、旗下の部隊1万人の犠牲にもかかわらず、アラリックはわずかな見返りしか与えられなかった。ローマの仕打ちに失望したアラリックは、395年にローマ軍指揮下を離れて西ゴート族の王（リックス）に選ばれる。そしてコンスタンティノープルを目指して進軍、途中方向を変えてギリシアへと南進し、アッティカ地方を略奪、アテネとその港ピレウスを占領、コリント、メガラ、スパルタを破壊した。東ローマ帝国のアルカディウス帝は事態への対応として、アラリックをイリュリクム（現在のボスニア・ヘルツェゴビナからハンガリーにかけて）における軍の「総司令官職マギステル・ミリトゥム」に任用した。
401年、アラリックはイタリアに侵攻したが、402年4月6日、ポルレンティアの戦いでスティリコに敗れた。アラリックはローマ帝国に西ゴート族に対する巨額の給金を支払うように要求し、同年に2度目の侵攻を試みたもののヴェロナの戦い(402)で敗れて終わっている。そのため、406年のゴート族の王ラダガイススのイタリア侵攻の期間中、アラリックはイリュリクムに残留することになった。しかし408年、西ローマ帝国のホノリウス帝はスティリコとその家族を、ゴート族と取引をしたという嫌疑で処刑してしまう。そしてホノリウス帝はローマの住民に「フォエデラティ（同盟部族）」としてローマ軍に（奴隷として売られ）提供されていたゴート族の妻子を殺すように扇動した。これにより、およそ3万人のゴート兵が、殺された家族の復讐のためアラリックに寝返り、ローマ進軍に参加した。アラリック軍はローマ道をすばやく進軍して、アドリア海北岸のアクイレイア、北イタリアのクレモナといった都市を略奪、破壊した。そしてゴート軍はローマを包囲下に置いた。ローマ元老院はゴート族に多額の給金を与えたが、これに加えてアラリックはローマにいる4万人のゴート人奴隷を解放するよう要求した。ホノリウス帝はアラリックの要求を拒絶したため、アラリックは409年に再度ローマを包囲する。
アラリックは包囲網を強化、プリスクス・アッタルスを西ローマ皇帝に宣した。アッタルスはアラリックをマギステル・ミリトゥムに任命したが、アフリカに出兵するのを拒んでいる。ホノリウス帝との交渉は破談し、410年夏アラリックはアッタルスを廃立、三度ローマを包囲した。8月24日アラリックの一味は首都の城門を開けてゴート本軍を侵入させ、3日間にわたってローマを略奪する。西ゴートはローマを略奪したとはいえ、火を放ったり破壊した建物はわずかだった。その後、嵐によって艦隊が破壊されたことで、シキリアと北アフリカを占領するというアラリックの戦略は放棄され、北に戻る帰途アラリックは病没する。

## 誕生

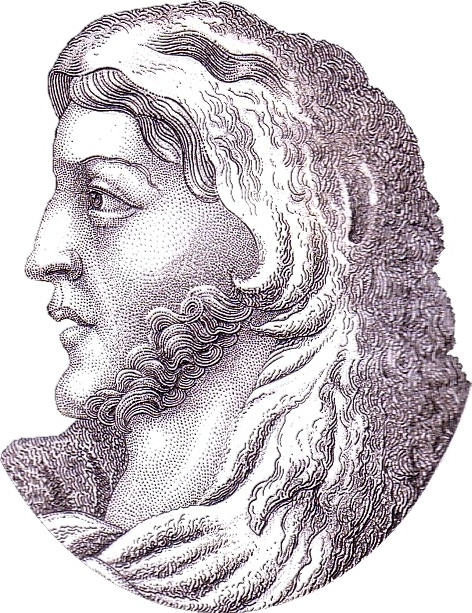
アラリック1世

アラリックはゴート族の王家バルト家に属し、現在のルーマニア、ドブロジャ地方のドナウ川河口域に広がるデルタ地帯に位置するペウス島に生まれる。ゴート族はフン族の襲撃を被り、無数の難民をなしてドナウ川を横断する移住を開始、ローマの国境を越えてローマと戦った（ゴート戦争）。このころアラリックはまだ子供だった。

## ローマでの従軍
4世紀にわたりローマ皇帝は、ゲルマン諸部族を「同盟部族」として位置付け、彼らを不正規兵、すなわちフォエデラティとしてローマ軍のもとで常態的に使役してきた。これらの施策は、辺境の人々から重い税を免除したり軍事費を抑えるためであったが、皇帝たちは軍団を構成する兵をゲルマン部族の民から徴募することを常としていた。これらの臨時雇いの兵士の大半はゴート族の人々であり、彼らは382年（いくつかの部族は376年）にローマ軍に組み込まれ、そしてその見返りとして、帝国の境界線に居住してその居留地の地位を保つことが許されていた。
394年、アラリックはテオドシウス1世の下にフォエデラティの長として、簒奪帝エウゲニウスを討伐する遠征に従軍することになった。フリギドゥスの戦いとして伝わる決戦では、ジュリア・アルプス山脈の通過点にあるウィッパコ川の畔で戦端が開かれ、おそらくアラリックはこの戦役でアドリア海の最奥部に位置する北方辺境部にある、イタリア半島を守るこの自然の要塞の弱さを学習したのであろう。

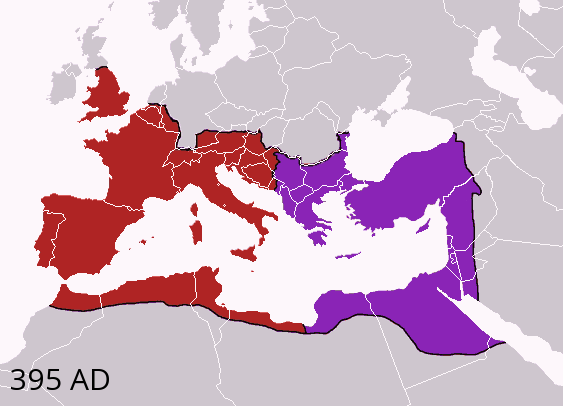
395年の東（青）西（赤）ローマ帝国の領域

395年、テオドシウス帝が世を去ると帝国は、その2人の子アルカディウスとホノリウスにそれぞれ分割相続された。帝国は東西に分割され、アルカディウスが東の帝国を、ホノリウスが西の帝国をそれぞれ支配することとなった。アルカディウス帝は政治に関心を示さず、実権を親衛隊長ルフィーヌスに委ねた。ホノリウス帝も同様に政治能力に欠けており、側近に政治の実務を代行させた。その側近は先帝テオドシウスの腹心「総司令官（マギステル・ミリトゥム）」に任用されていた将軍スティリコであった。ところがスティリコは、東の帝国からアルカディウスの親衛隊長になるようにも指名されており、東西の帝国宮廷間における確執を招いていた。
エドワード・ギボンの『ローマ帝国衰亡史』によれば、アラリックは東西両帝国における新体制の発足にともなう官職の移譲に対して、単なる一指揮官から常備軍を構成する一軍の将として取り立てられることを希望していたという。彼の昇進の望みは絶たれたものの、西ゴートが下モエシア（現在のルーマニアとブルガリアの一部）に定住する間に、反乱の期が熟していった。ゴート族はフリギドゥスの戦いで大損害を被った。同時代の噂によれば、西ゴートの兵を戦場の矢面に立たせることが、ゴート族を弱体化させる都合のよい方法だったのである。アラリックは、ローマの理不尽な仕打ちと戦後に与えられたわずかな見返りに失望した。そして、ローマ攻撃に転じるべきであり、そのために王に即位すべきだという考えを抱くようになった。ゴート人を祖先に持つ6世紀のローマの官僚ヨルダネスが、この時代の歴史を書き残している。それによれば、このとき新しい王とその民は、ローマの支配を受けて偽りの平和にあるよりも、自分たちの戦いによって新しい王国を希求する決意を固めたのである。

## ギリシア侵攻
アラリックは東ローマ帝国に最初の攻撃を加えた。コンスタンティノープル周辺に進軍したが、包囲は不可能だと悟り、西に反転した後ギリシアのテッサリア地方を南進して、要害テルモピュライをなんの抵抗もなしに通過した。東ローマ帝国軍は小アジアとシリアにおけるフン族侵入にかかりっきりになっていた。ルフィーヌスはアラリックと交渉しようと試みるが、コンスタンティノープルからゴート族と取引しているのではないかと疑いをかけられただけであった。そのとき、スティリコはアッティラに向かって東進していた。クラウディアヌスによれば、スティリコはからイリュリクムから出陣するようアルカディウス帝に命じられ、ゴート族討伐の任を受けることになった。その後すぐに、ルフィーヌスは自分の部下によって殺されてしまう。コンスタンティノープルにおける実権は、宦官で財務官のユートロピウスに移った。

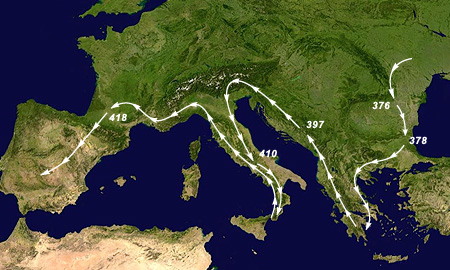
西ゴート族の移動

ルフィーヌスが暗殺された事件とスティリコによる討伐部隊の出陣はアラリックを追いつめ、アラリックは破壊的行動に訴えざるを得ない状況に陥る。アラリックはアッティカ地方を荒らし、ポキアとボエオティアの沃野がゴート軍に蹂躙され、住民も家畜も虐殺されて多くの女性たちが戦利品として略奪を受けた。しかし、行軍を急ぐアラリックはテーバイを素通りし、アテネと港町ピレウスを占領した際は、金品の供出する代わりに安全を約束する協定を双方が遵守して、都市とその住民に対しては危害を加えなかった。しかし396年に入ると、アッティカ地方に残るギリシア神話の豊穣の女神デメテルを祭るエレウシスの密儀の最後の痕跡を消し去り、青銅器時代以来受けつがれた古代ギリシア人の宗教儀礼の伝統を歴史の闇へと葬った。また、ペロポネソス半島へと進軍して、コリント、アルゴス、スパルタといった歴史的に有名な都市を次々と占領し、住民の多くを奴隷として売り払って多くの都市を荒廃させていった。
しかし、ここにきてアラリックの勝利の機運は深刻な逆境に陥る。397年、スティリコはギリシアに向かって渡海し、半島内のアルカディア地方とエリス地方の境界に位置するフォロイの山にゴート族をおびき出すことに成功する。ゴート族はスティリコ軍の包囲により、深刻な飢餓に陥り壊滅は必死の状況にあった。しかし、アラリックは、油断した敵軍の包囲の隙を見てこの難局を脱している。敵に脱出を許したこの一件は、軍が勝利を過信して浮かれ騒いで軍務を放棄し、遊興して敵に隙を与えたというのが実態であったが、スティリコが再び任務を得るためにアラリックを生かしておこうと考えたスティリコの故意によるものという疑いがかけられた。さらにスティリコは東ローマ皇帝に退却を指示されたため、アラリックとスティリコの戦いは終わった。こののち西ゴート族は、エピルス（現在のアルバニア）、さらにはイリュリクムにまで進んでいた。アラリックの略奪と破壊は、かねてから嘱望していた官職、帝国の軍営から兵員を補充する権威はもちろん、ローマ軍の指揮権を任されたイリリュクム総司令官職を提示されるまでこの間も続けられた。アルカディウス帝がアラリックをイリュリクム総司令官としたのは、西ローマ帝国への牽制としてであった。アラリックの「反乱」に対する対処を誤ったことが、東ローマ帝国に甚大な被害を生じさせたのである。

## 第1次イタリア侵攻
アラリックは次いで西ローマ帝国に攻撃を加えた。

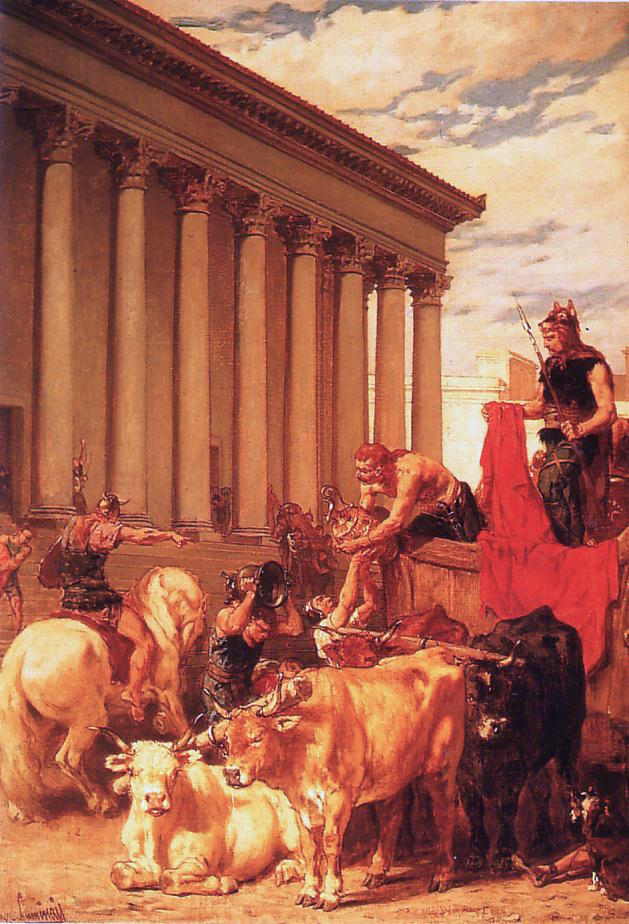
西ゴート族

アラリックは一度北のドナウ川流域に出て、いくつかのゲルマン部族を傘下に収めたのち、イタリアに侵入した。アラリックによる最初のイタリア侵攻は、おそらく401年になされたと考えられる。その本来の目的は、ローマでの栄達の道を開いてほしいと要請するためのものであった。アラリックはローマの栄光に魅了されており、ゴートの民にアラリックスと呼ばせようとした。ただし、ローマに従属するためではなく、同族を守るための地位とローマに対する発言力強化がその目的であった。アラリックは北イタリアに略奪の手を広げ、ローマの市民に襲撃の恐怖をもたらした。スティリコはその時、ラエティア（ほぼ現在のスイス）でアラマンニ族と戦っていたが、この報を聞き、急遽彼らを降伏させてイタリアへと急行した。アラリックはスティリコと、現在のピエモンテ州ポルレンティアに相見えることとなった。402年4月6日、ポルレンティアの戦いでローマは大勝利を挙げる。アラリック率いるゴート軍はおびただしい犠牲を出して、その前進を阻まれた。
スティリコの敵は、キリスト教の重要な祭日（この年のイースターにあたった）に不敬虔な戦闘で勝利を得たといって彼を非難した。アラリックはローマ帝国の正統な国教であったカトリック教徒ではなく、アリウス派の信徒であり、ゴート族の古くからの異教の祭典も続けていた。しかし、アラリックも信条に違いはあってもローマ帝国と同様にキリスト教徒で、キリスト教の祭日に敬意を払っていた。アラリックの妻がこの戦闘で捕虜となったと伝えられているが、この一件は決してでたらめではないと思われる。アラリックと西ゴート軍の一隊は、イタリア侵攻を民族移動の機会と考えて多数の女性と子供を連れていたため、移動がもたついていたのである。郷土史家によれば、ポルレンティアは衰退して住民たちは近郊の台地上のより安全なブラに移ったが、周辺のいくつかの地名（Gottaなど）はゴート人の呼称に由来しており、アラリックの敗走後、本隊から切り離されてこの地に取り残されたゴート族の兵士たちがいたことを示すという。
403年、アラリックはダルマティアからポー平原へ出てヴェローナに立てこもったが、スティリコにより撃退され、イタリア半島を後にする。アラリックはローマに進軍することはできなかったが、彼のイタリア侵攻は重要な歴史的結果をもたらしている。402年、ホノリウス帝は西ローマ帝国の宮廷をミラノからラヴェンナへと移転させた。遷都には、第一に防衛目的があった。ラヴェンナは泥沢地と湿地に囲まれ、そして東ローマ帝国の軍との行き来に安心であった。また、ブリテン島から第20軍団が引き揚げる必要が出たのである。409年、ローマ帝国はブリタンニアを放棄し、4世紀にわたるローマによるブリテン支配は終わりを告げた。これは、ピクト人の南下やサクソン族のブリテン侵入の契機となった。

## 第2次イタリア侵攻

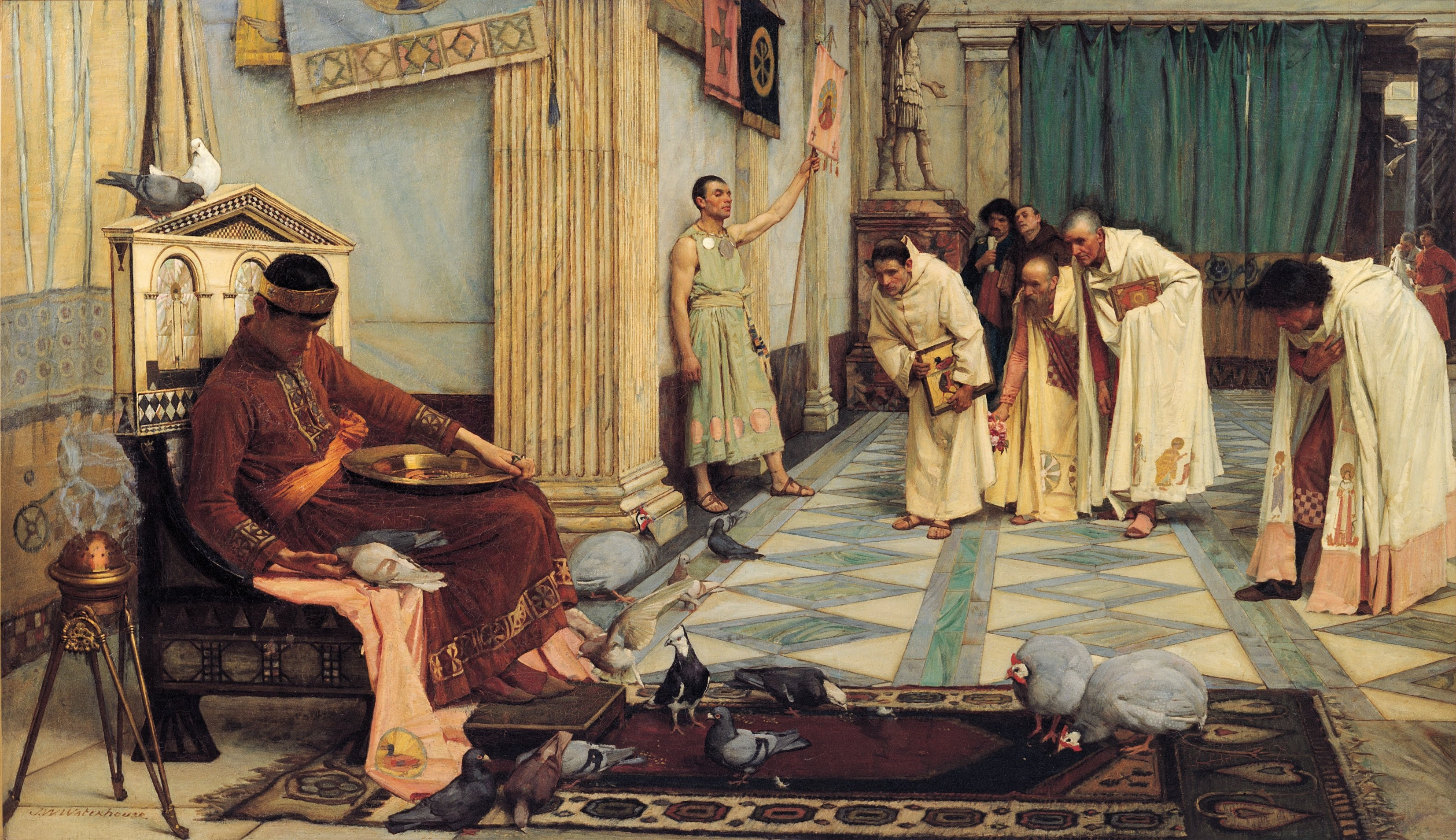
ジョン・ウィリアム・ウォーターハウスの歴史画「ホノリウス帝のお気に入り」（1883年、南オーストラリア美術館所蔵）

### 第1回ローマ包囲
407年までに、東西ローマ帝国における双方の宮廷間の確執は、内乱につながりかねないほど厳しいものとなっていた。スティリコはアラリックの部隊に対して、イリュリクム地方での生活のためホノリウス帝の要求を実行するように要求する。要請に応えてアラリックは、西ローマ帝国に有利に事を運ぼうと、エピルスに侵攻した。408年5月にアルカディウス帝が死んだとき、東ローマとの戦争を停止するため、戦費あるいは軍資金をいくらか支払うよう脅しをかけた。アラリックは報酬として黄金4000ポンドを提示した。スティリコの強い圧力のもと、ローマ元老院は支払いを約束することに合意した。しかし3か月後、スティリコとその幕僚たちはホノリウス帝の命により不条理にも殺害された。
スティリコ殺害に続いて、イタリア各地に反ゲルマン的な社会不安が蔓延し、ゴート族、ヴァンダル族などフォエデラティの多くの妻子が虐殺された。その結果、スティリコの部下を含め生き残った3万人の人々がアラリックの幕営に落ち延び、卑劣なローマ帝国に対する戦いの指導をアラリックに懇願した。もはやスティリコのようにローマの僕となってローマを防衛する将軍となることはできなかった。408年9月、アラリックは人々を連れてジュリア・アルプス山脈を越境し、ローマの城壁、そして要塞に挑むようになった。
しかし、このときは流血はなかった。アラリックは兵糧攻めを使ったのである。和平を求めて派遣された元老院の使節を脅しつけ、ローマの絶望した市民がなすべきことに示唆を与えた。アラリックは笑いながら「まぐさが束になればますます簡単に狩り獲れる」と名高い返答をした。いくども交渉を重ねた結果、飢餓に苦しむローマ市民は5千ポンドの黄金と3万ポンドの銀、4千枚の絹の外套、3千枚の染物、3千ポンドの紙を差し出すことに合意した。アラリックは解放された4万人のゴート人奴隷を連れて行った。同族の復讐を果たして、アラリックの最初のローマ包囲は終わった。

### 第2回ローマ包囲
アラリックの経歴を通して言えることであるが、生涯の最終的な目標は、ローマ帝国を地上から消し去ることでなかった。むしろ、ローマ帝国のお墨付きで帝国の境界線で定住する特権を守るということにあった。アラリックの要求は壮大なものであった。その内容は属州イリュリクムに相当する領域、ドナウ川からヴェネツィアまでの200×150マイル（320×240キロメートル）土地の割譲を求めており、帝国軍の司令官職の称号をもって帝国の名目的な保護下に置かれるというものであった。皇帝はゴート族の要求を一旦は受諾した。しかし、ホノリウス帝はラヴェンナの湿地と堤防で防備された町に住んでいながら、自分の保身を考えた末に突如翻意して、ゴート族の要求を拒否しはじめた。409年、ホノリウス帝と満足のいく交渉を図るという試みが潰れ、アラリックはローマ元老院を相手に交渉をまとめようとして戦いを始めた。ローマ第2次包囲戦である。ローマ元老院の承認を受けて、アラリックはギリシア名プリスカス・アッタルスという帝国の首都長官を対立皇帝として擁立した。

### 第3回ローマ包囲

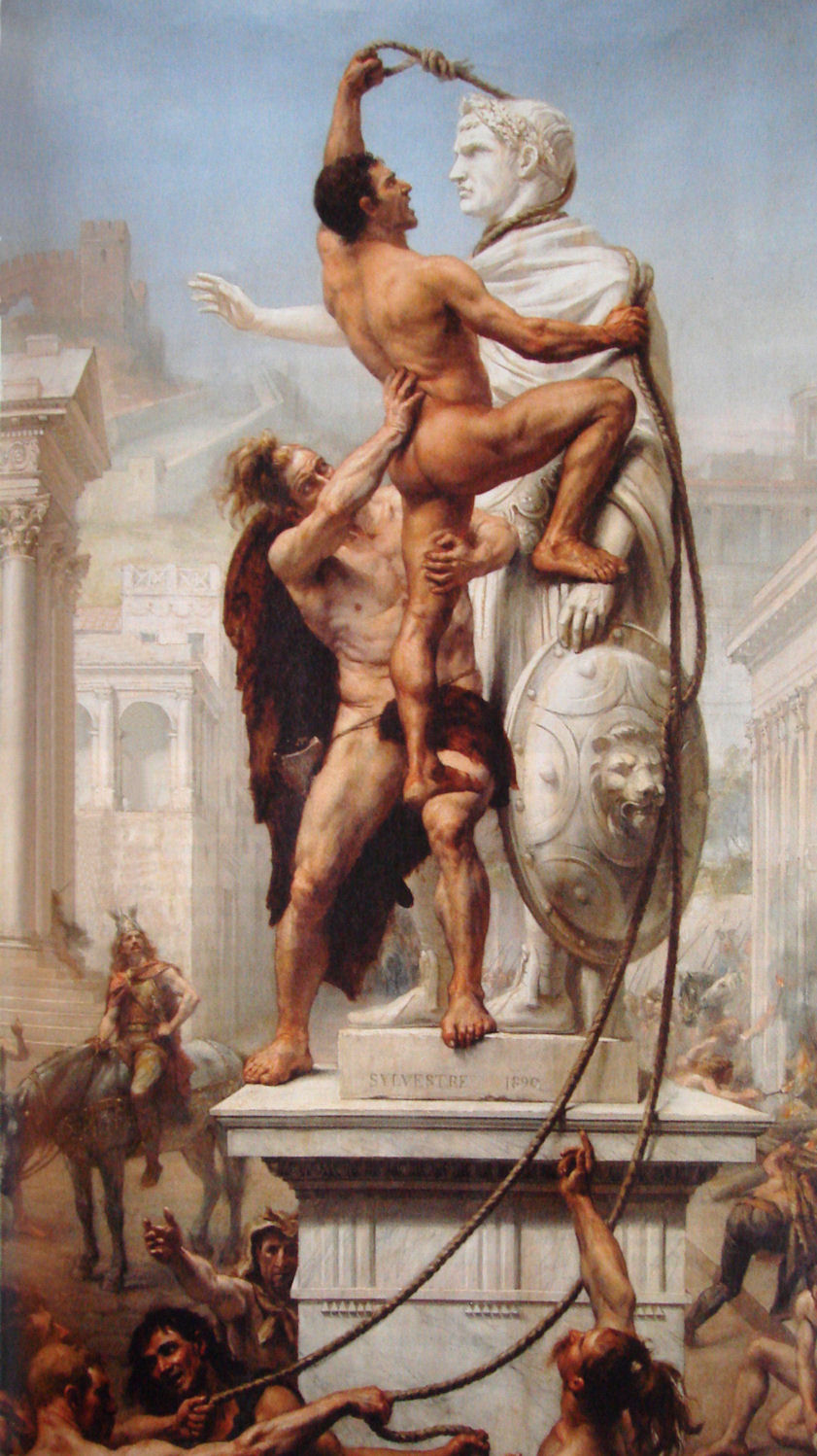
410年8月24日、西ゴート族によるローマ略奪(ジョセフ＝ノエル・シルヴェストル画)

アラリックは役に立たない傀儡皇帝を廃立して、ホノリウス帝との再交渉に挑んだ。ホノリウス帝からアラリックに対してラヴェンナの城外から12キロメートル離れた場所での直接会談が提示された。アラリックは約束通り会談に赴いたが、長年アラリックと敵対してきたゴート族の族長サルス率いるローマの小部隊からの奇襲攻撃を受けた。アラリックは攻撃を受けたが、幸運にも生き延びた。アラリックはローマの卑劣な裏切りに失望して、ホノリウス帝との交渉を断念し、敵の策謀の裏をかいてローマへ向かって南進を開始した。こうしてローマとの攻防史に決定打となる包囲戦、第3回ローマ包囲が展開された。4万の西ゴート軍に包囲されたローマは糧食が尽き、飢餓に苦しんだ。ローマは止むを得ず特使を派遣して和平交渉し、巨額の賠償金を払うことで包囲を解くことを約束させたが、皇帝の了承を得られず、ラヴェンナの宮廷の協定違反行為から失敗した。そこでアラリックは、ローマそのものから富を強奪することに方針を転換し、市内での市街戦と劫略を決意する。410年8月24日、西ゴートの軍勢はサラリア門から城内に雪崩れ込み、3日間にわたってローマを略奪した。
同時代の教会側の史料によれば、西ゴートの寛大な処置が驚くほど多く記録されている。キリスト教の教会は略奪の難を逃れた、逃げてきた多くの群衆は異教の信奉者もキリスト教徒も保護を受けた、個人の邸宅の金銀の食器は聖ペテロのものであるといって奪わなかった、狼藉を働いたゴート兵に対してローマの美しい夫人が人間の良心を説いた、といった話が伝わっている。しかし、こうした話は例外的な事例であって、ローマがどれほどに防備を固めた都市であったとしても、人々は都市包囲戦の末路に待ち受ける破滅の恐怖から完全に免れていたわけではないことを示唆している。

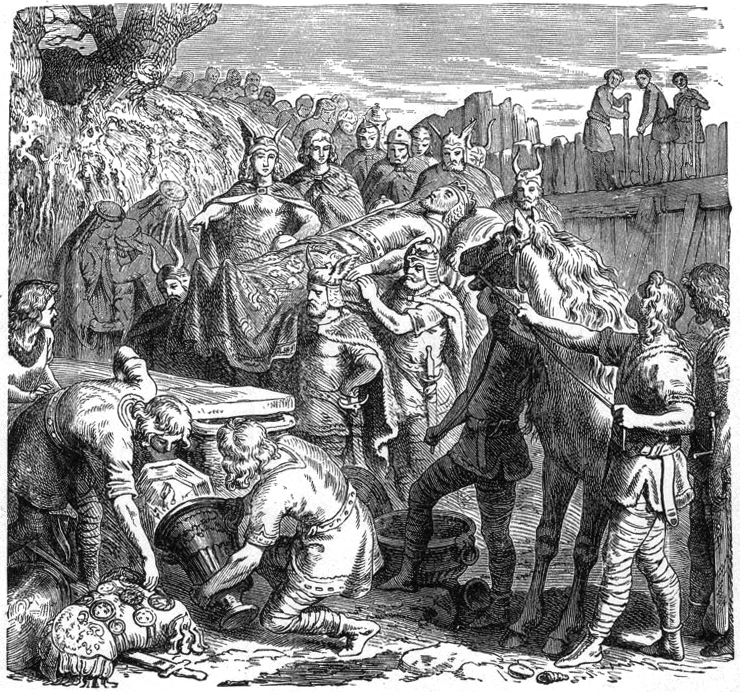
ブゼント川でのアラリック1世の埋葬（19世紀に出版された書籍の挿絵）

このときの略奪では、ローマを象徴する多くの公共施設が略奪に遭い、アウグストゥス廟やハドリアヌス廟など歴代皇帝の墓所も暴かれ、遺灰壺も破壊された。ラテラノ宮殿からは、コンスタンティヌス1世が寄贈した銀製の聖体容器が奪われた。動かすことのできる価値あるものは市内全域から持ち去られたが、建物自体が大きく破壊されたのはフォルム・ロマヌムの元老院議場付近とサラリア門付近に限定されていた。サラリア門近くのサッルスティウス庭園は破壊され、二度と再建されることはなかった。フォルム・ロマヌムのバシリカ・アエミリアおよびバシリカ・ユリアもこの時焼け落ちた。破壊を逃れたのは教会関係の施設だけだった。住民の被害も大きく、皇帝の妹ガッラ・プラキディアを含め多くが捕虜となり、その多くは奴隷として売り飛ばされたり、強姦・虐殺された。身代金を払って救われたのはごくわずかだった。難を逃れた住民は遠くアフリカ属州に落ち延びた。

### アラリックの死とその葬儀
ローマ略奪の後、アラリックはカラブリアへと南下していった。アラリックはアフリカ属州をイタリアを掌中に収めるための要石としてみなし、かの土地を征服しようとした。しかし、嵐がアラリックの艦隊を襲い、船舶もろとも多くの兵士を奪い取った。まもなくアラリックは、恐らくは熱病と思われる病に倒れ、コゼンツァに没した。アラリックの軍勢は、彼らの王を讃えて特別な墓を築いて埋葬した。その埋葬地は、ブゼント川とクラーティ川の合流点であったと伝えられている。ブゼント川の水を迂回させ、アラリックを征服地から集めた財宝のすべてとともに納めるのに十分な大きさの墓穴を掘る工事には、多くの奴隷が動員された。墓が完成すると、川の水は本来の流路に戻され、墓は水底に眠ることとなった。そして、墓の場所の秘密を守るために、奴隷たちはみな殺害されたという。
アラリックの遺志は、義理の弟であり法的相続人のアタウルフに引き継がれ、ゴート族の軍団の指令権が与えられた。アタウルフは3年後にホノリウス帝の妹ガッラ・プラキディアと結婚した。

## 関連作品
- 『ザ・ローマ 帝国の興亡』第6話「西ローマ帝国の滅亡」（BBC製作）
- 『バーバリアン・ライジング〜ローマ帝国に反逆した戦士たち』第6話